# Alexandra de Bavière
 (novembre 2024).
Alexandra de Bavière (Alexandra Amalie Prinzessin von Bayern) (1826-1875) est la plus jeune des filles de Louis Ier de Bavière et Thérèse de Saxe-Hildburghausen. Sœur du roi Maximilien II de Bavière, elle se dévoua à la littérature et mourut célibataire.

## Biographie

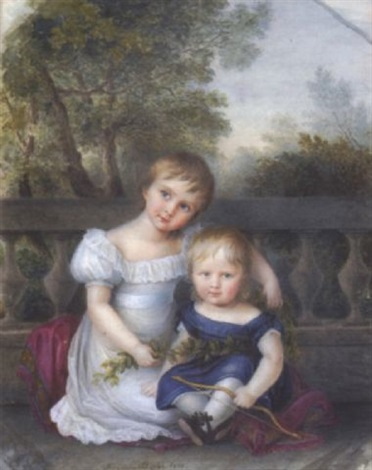
Alexandra et son frère Adalbert

Alexandra de Bavière naît au château de Johannisburg à Aschaffenbourg. C'est le huitième enfant et la cinquième fille du roi Louis Ier. Sa fratrie est composée de quatre garçons et de trois filles.
Elle ne s'est jamais mariée et a été nommée à la tête du chapitre royal des dames de Sainte-Anne à Munich et Wurtzbourg, communauté de dames pieuses de l'aristocratie. Le prince Louis-Lucien Bonaparte a demandé sa main à Louis Ier dans les années 1850, mais cela lui a été refusé car il était divorcé[réf. nécessaire]. Son père fait exposer son portrait dans sa galerie des Beautés au château de Nymphenburg.
Elle meurt en 1875 à l'âge de quarante-neuf ans dans ce château, et est enterrée à la crypte de l'église des Théatins de Munich, aux côtés des autres membres de la famille Wittelsbach.

## Carrière littéraire
La princesse commence une carrière littéraire en 1852, publiant un recueil de récits intitulé Weihnachtrosen (Roses de Noël); l'année suivante Souvenirs, pensées et essais (Mémoires en français). En 1856 paraît Feldblumen (Fleurs des champs), dont les droits sont versés à l'orphelinat Maximilien. Elle fait paraître en 1858 Phantasie- und Lebensbilder, recueil de traductions en allemand à partir du français et de l'anglais, et traduit en 1862 les romans d'Eugénie Foa. Ses traductions de récits du français paraissent avec certains de ses récits personnels dans Thautropfen en 1863. En 1870, elle publie Das Kindertheater, pièces de théâtre pour enfants, traduit de L'Ami des enfants d'Arnaud Berquin et la même année Der erste des Monats (Le Premier du mois), traduit de Jean-Nicolas Bouilly. Maiglöckchen (Muguets) paraît en 1873. La princesse contribue aussi régulièrement aux Jugendblätter, journal pour enfants publié par Isabella Braun.

## Profil psychologique
Malgré sa carrière littéraire, la princesse Alexandra souffrait de problèmes psychologiques (comme de nombreux membres de sa famille), dont une névrose obsessionnelle pour la propreté et le fait de ne porter que des vêtements blancs. Elle est victime d'un délire après l'âge de vingt ans selon lequel elle aurait avalé un piano de verre . Son séjour de trois ans à la clinique d'Illenau près d'Achern ne modifie pas son comportement.